# Фейрмаунт (Індіана)
Фейрмаунт (англ. Fairmount) — місто (англ. town) в США, в окрузі Грант штату Індіана. Населення — 2682 особи (2020).

## Географія
Фейрмаунт розташований за координатами 40°25′2″ пн. ш. 85°38′52″ зх. д. / 40.41722° пн. ш. 85.64778° зх. д. (40.417245, -85.647728).  За даними Бюро перепису населення США в 2010 році місто мало площу 4,10 км², уся площа — суходіл.

## Демографія
Згідно з переписом 2010 року, у місті мешкали 2954 особи в 1241 домогосподарстві у складі 837 родин. Густота населення становила 721 особа/км².  Було 1350 помешкань (329/км²).
Расовий склад населення:
| - 98,6 % — білих - 0,2 % — корінних американців - 0,2 % — азіатів - 0,1 % — чорних або афроамериканців |

До двох чи більше рас належало 0,7 %. Частка іспаномовних становила 0,9 % від усіх жителів.
За віковим діапазоном населення розподілялося таким чином: 23,9 % — особи молодші 18 років, 59,6 % — особи у віці 18—64 років, 16,5 % — особи у віці 65 років та старші. Медіана віку мешканця становила 40,3 року. На 100 осіб жіночої статі у місті припадало 94,3 чоловіків;  на 100 жінок у віці від 18 років та старших — 89,5 чоловіків також старших 18 років.
Середній дохід на одне домашнє господарство  становив 46 934 долари США (медіана — 38 125), а середній дохід на одну сім'ю — 53 707 доларів (медіана — 49 097). Медіана доходів становила 44 125 доларів для чоловіків та 29 143 долари для жінок. За межею бідності перебувало 18,4 % осіб, у тому числі 13,5 % дітей у віці до 18 років та 12,3 % осіб у віці 65 років та старших.
Цивільне працевлаштоване населення становило 1179 осіб. Основні галузі зайнятості: освіта, охорона здоров'я та соціальна допомога — 37,6 %, виробництво — 20,1 %, роздрібна торгівля — 10,4 %, мистецтво, розваги та відпочинок — 8,7 %.